# قشلاق خانة برق (بناجوي الغربي)
قشلاق خانة برق (بالفارسية: قشلاق خانه‌برق) هي مستوطنة تقع في إيران في قسم بناجوي الغربي الريفي. يقدر عدد سكانها بـ 841 نسمة .